# 서동중학교
서동중학교(鋤動中學校)는 대한민국 대구광역시 달성군 다사읍 서재리에 있는 공립 중학교이다.

## 학교 연혁
- 2017년 12월 8일 : 학교설립에 관한 조례 의결, 제254회 대구시의회 정례회
- 2018년 1월 22일 : 서동중학교 준공
- 2018년 3월 1일 : 개교, 초대 이종순 교장 취임
- 2018년 3월 2일 : 제1회 입학식(8학급 152명)
- 2018년 6월 20일 : 개교식
- 2020년 3월 1일 : 시교육청 연구학교 지정(IB 프로그램 운영 후보학교)
- 2021년 2월 8일 : 제1회 졸업식(145명) 졸업생 누계(145명)
- 2022년 2월 9일 : 제2회 졸업식(164명) 졸업생 누계(309명)
- 2022년 3월 2일 : 제5회 입학생(10학급 229명)
- 2022년 9월 1일 : 제2대 채위숙 교장 취임
- 2024년 9월 1일 : 제3대 김정희 교장 취임
- 2024년 12월 31일 : 2024 전국 과학창의대회 실험한마당 은상
- 2025년 2월 7일 : 제5회 졸업식(229명) 졸업생 누계(919명)
- 2025년 3월 4일 : 제8회 입학식(10학급 260명)

## 참고 자료
- 서동중학교 - 한국교육학술정보원 학교알리미